# Віденська школа фантастичного реалізму
Віденська школа фантастичного реалізму — різновид так званого Фантастичного мистецтва, або ж  фантастичного реалізму , яке почало поширюватись з кінця XIX століття в Західній Європі.

## Початок
Фантастичне мистецтво пов'язують з роками творчої діяльності письменників Жюля Верна і Герберта Велса. Але воно мало своє місце і в творах художників задовго до появи фантастичної літератури ( картини Босха, графіка Мартина Шонгауера, Ніколо Релі, пейзажі серії «Пори року» Йоос де Момпера, графіка майстрів маньєризму, театрально-декораційне мистецтво доби бароко, твори доби романтизму — Фюслі, світлини Гюстава Доре тощо).
Фантастичне мистецтво мало своїх прихильників на початку 20 століття в творах художників книги, що робили світлини і обкладинки до літератури фантастичного жанру.
Якщо раніше Фантастичне мистецтво пов'язували лише з книжковою графікою і малюванням, дизайном, то в XX столітті до нього залучилися фотографія і Віденська школа фантастичного реалізму, що стала яскравим виявом жанру в живопису Австрії.

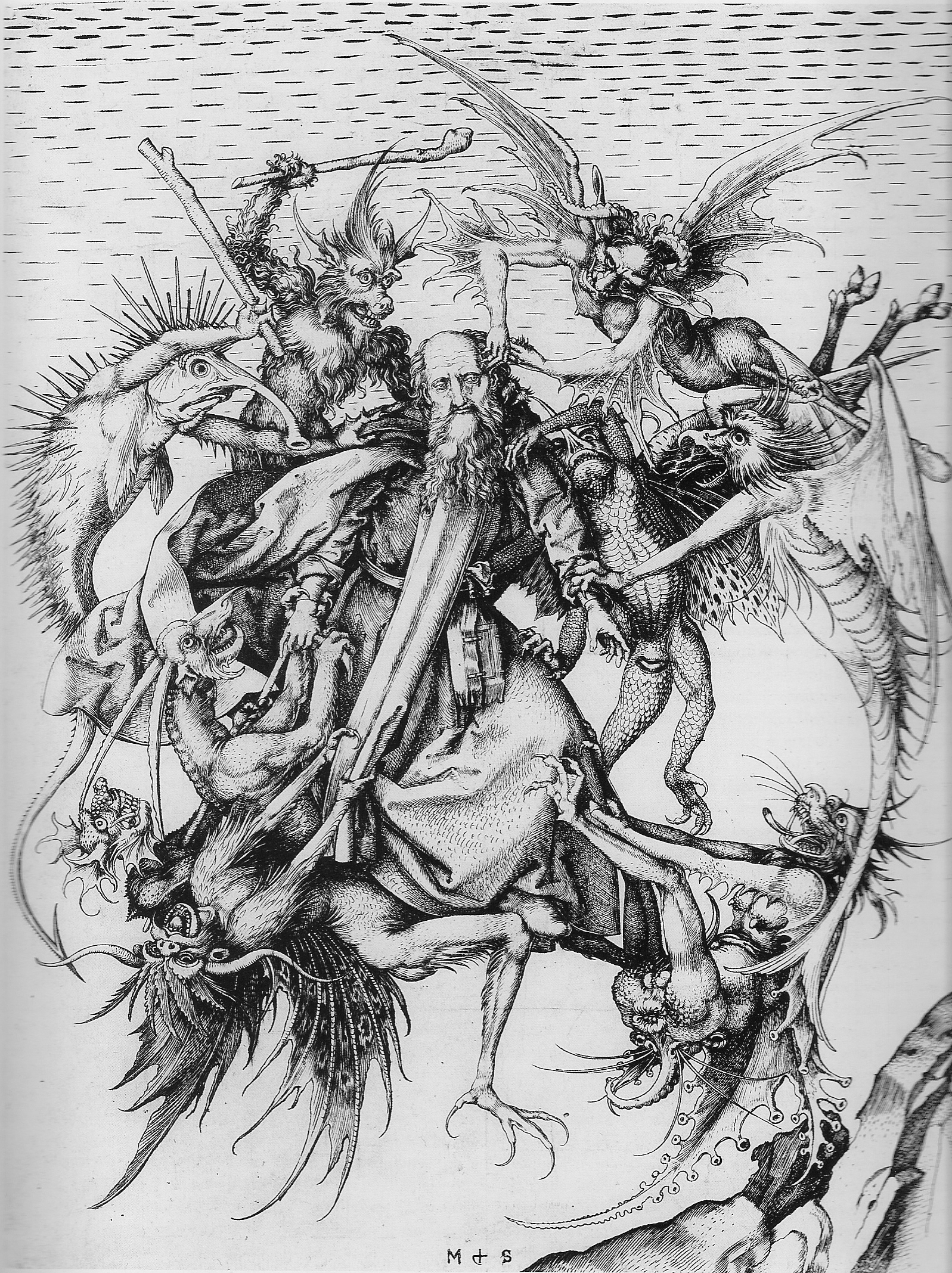
Мартин Шонгауер,Святий Антоній і демони. XV ст
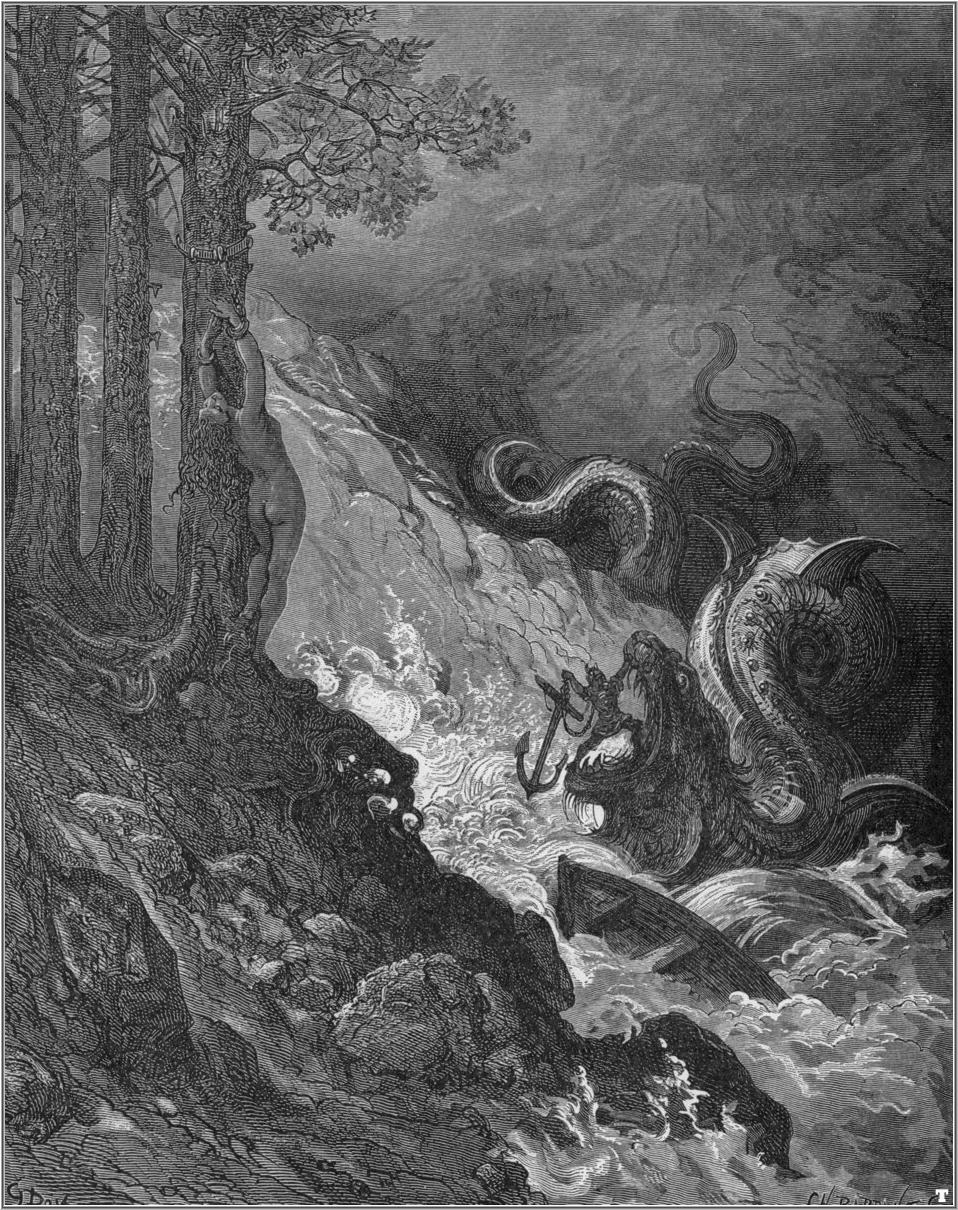
Гюстав Доре. Світлина до поеми Аріосто
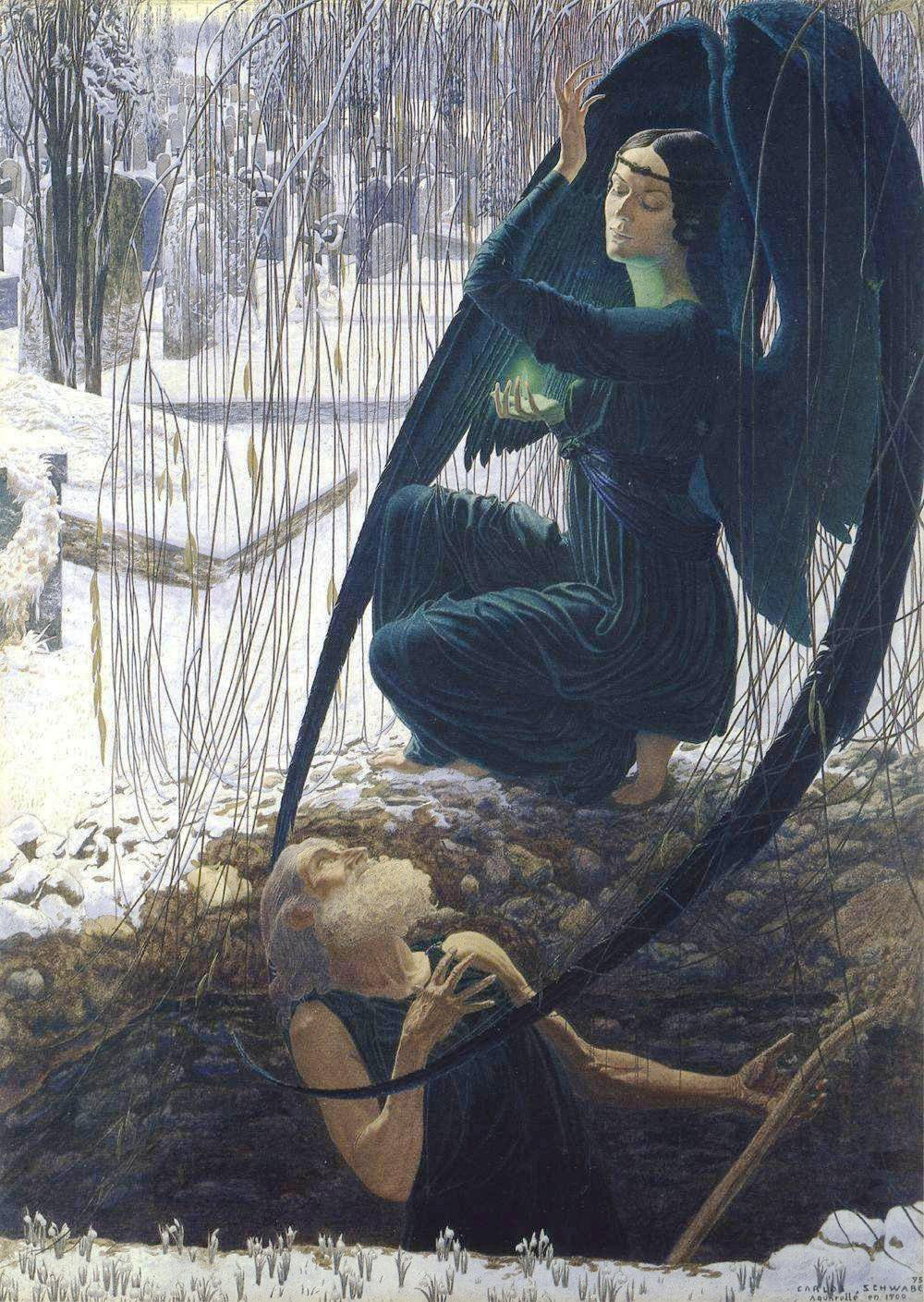
Худ. С. Швайб (C.Schwabe) Смерть і цвинтарний служка

### Віденська школа фантастичного реалізму
Малодоступність театрально-декораційного мистецтва бароко навіть в інтернеті, невелика популярність графіки маньєристів, репродукції замість оригіналів Блейка, Клінгера, Моро, Олександра Ісачова спрацювали на вибух популярності творів Віденської школи фантастичного реалізму.Вона стала сприйматися як щось нове і свіже. 
У 1948 р. художник Ернст Фукс заснував цю школу у Відні. Поряд з ним були
- Рудольф Хауснер
- Вольфганг Хуттер
- Арік Брауер
- Антон Лемден. Пізніше до школи приєдналися

- Маті Кларвейн (1932–2002)
- Джофра Босхарт (1919–1998)
- Дітер Шветрбергер (Де Ес, 1942 р.н.)

### Важливі додатки

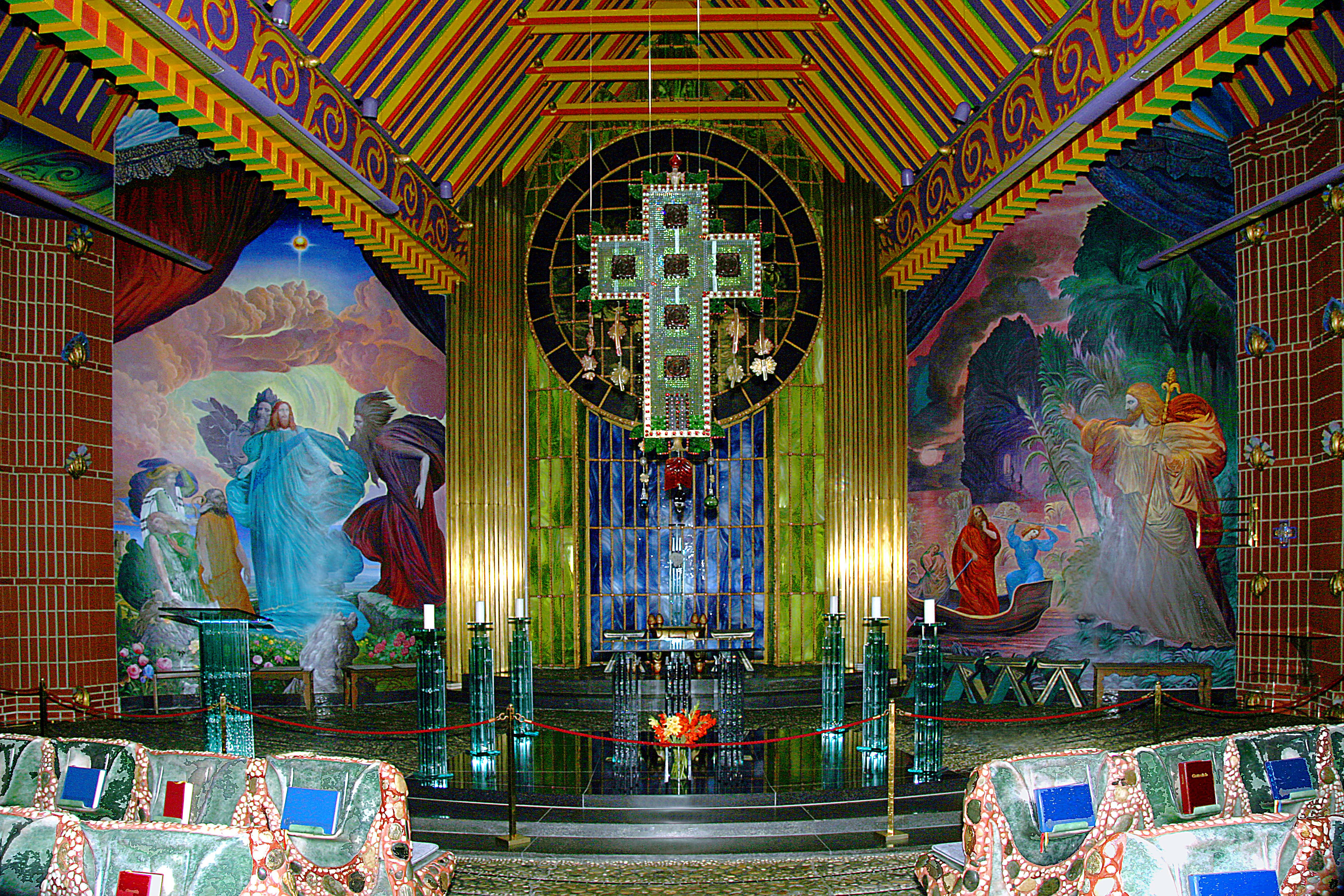
Ернст Фукс. Інтер'єр церкви Св. Якова (неподалік міста Грац)

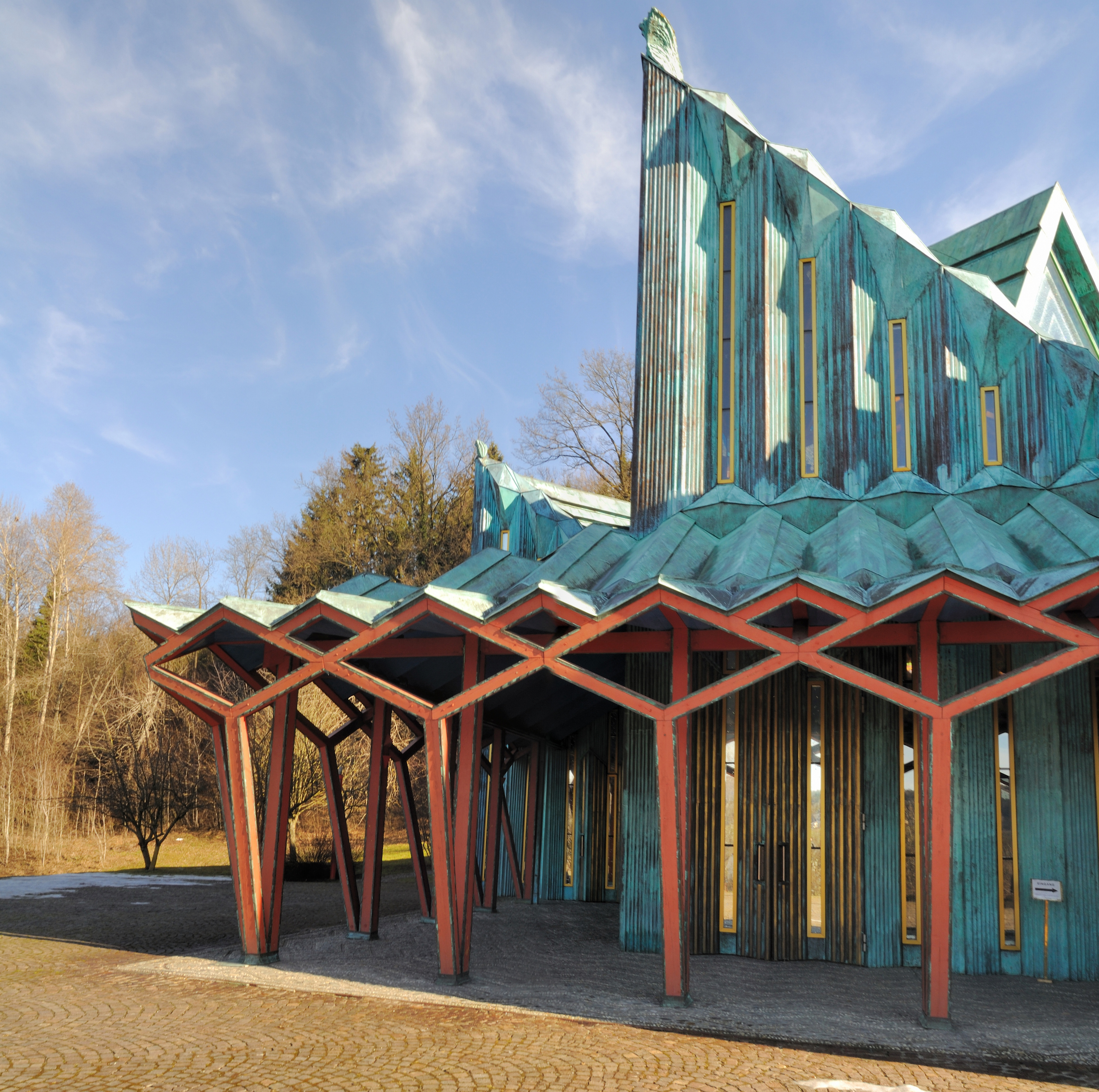
Ернст Фукс. Декор відкритої галереї церкви Св. Якова

Важливішими додатками до будь-якого жанру чи мистецької течії були і є талант художника, масштаб його обдарування, гуманістична або руйнівна спрямованість творчості.
Віденська школа фантастичного реалізму не однорідне явище. Розбіжності обумовлені як тематикою, так і обдарованістю майстрів, залишками національних традицій у представників школи. Переважають теми таємничого, незрозумілого, посилання до грецької архаїки з її дикістю і варварськими звичаями, до готики, як чогось темного і погрозливого, до мистецтва середньовіччя з його демонологією, заплутаністю композицій, або далекого майбутнього, але в сенсі катастофізму, зневіри, трагізму.
Твори школи мають наближеність до європейського маньєризму XVI–XVII ст. через велику фахову освіту майстрів, серед яких багато віртуозів художньої техніки, глибокого знання міфів, переказів, творів старих майстрів Західної Європи.
Фантастичне мистецтво швидко перетнуло кордони Відня й Австрії та стало міжнародним феноменом. Воно значно контрастувало з наслідками кубізму, абстракціонізму і інших скороминущих і формалістичних течій XX ст.
Забарвлення творів сягає від філософських глибин давньогрецьких міфів чи Біблії (Ернст Фукс) до містичних прозрінь (Ісачов Олександр Анатолійович, Костецький Олександр Володимирович) і бурхливого еротизму (Борис Валейжо).

## Представники Фантастичного мистецтва
- Вільям Блейк, Велика Британія
- Йоган Генріх Фюслі, Велика Британія
- Гюстав Моро, Франція
- Макс Клінгер, Німеччина
- Арнольд Беклін, Швейцарія
- Гюстав Доре,Франція
- Борис Вальєхо ( Boris Valejo )
- Ернст Фукс ( Ernst Fuchs ), Австрія
- Роберто Веноза
- Сальвадор Далі, Іспанія
- Ісачов Олександр Анатолійович, Білорусь
- Костецький Олександр Володимирович, Україна.